# Shot in the Dark (Ozzy Osbourne)
Shot in the Dark è un singolo del cantante britannico Ozzy Osbourne, pubblicato nel 1986 ed estratto dall'album The Ultimate Sin.

## Tracce
- 7"

1. Shot in the Dark – 4:16
2. Rock 'N' Roll Rebel – 5:28

## Video
Il videoclip della canzone è stato diretto da Andy Morahan.